# Zoran Živković (homme politique)
Pour les articles homonymes, voir Zoran Živković.
Zoran Živković, en serbe cyrillique Зоран Живковић, né le 22 décembre 1960 à Niš, est un homme d'État. Il a été Premier ministre de Serbie de 2003 à 2004.
Zoran Živković a effectué ses études secondaires au Lycée Bora Staković de Niš. Après avoir obtenu un diplôme en économie à Université de Belgrade, il a d'abord été un entrepreneur avant de se lancer dans la politique. Il est marié à Biserka Živković, juriste et également femme politique. Le couple vit à Niš, avec deux enfants, Milena et Marko.

## Carrière politique
Zoran Živković est entré en politique en 1992 en rejoignant le Parti démocratique ; élu au Parlement de Serbie, il devint également un des chefs du parti. Fin 1996, Živković fut à la tête des mouvements de protestation de l'Opposition contre la fraude électorale et, en 1997, il devint le premier maire démocratique de la ville de Niš. En 2000, Živković participa activement à la mobilisation de l'opposition contre Slobodan Milošević et contribua ainsi à l'écarter du pouvoir. Peu après, il devint ministre de l'intérieur de la République fédérale de Yougoslavie, poste qu'il conserva jusqu'en 2003. Après l'assassinat de Zoran Đinđić le 12 mars 2003, il devint premier ministre. La loi martiale était en vigueur et il tenta de lutter contre le crime et la corruption. Des arrestations controversées, des scandales au sein du gouvernement, l'agitation au sein de la coalition au pouvoir lui valurent de nombreuses critiques. En perte de popularité, Živković renonça à la direction du Parti démocratique avant les élections législatives de 2004, permettant ainsi à Boris Tadić d'émerger en tant que leader politique.
Après 11 mois à la tête du gouvernement de Serbie, Živković fonda une association non gouvernementale appelée Centre pour le développement de la société civile - Milenijum. Son intention était de « modifier la conscience des citoyens serbes sur la nécessité de l'implication de chaque individu dans la poursuite des changements ». S'agissant de son rôle au sein du Parti démocratique, Živković affirme qu'il en est aujourd'hui « un simple membre ». Néanmoins, Živković participe encore à la vie publique et participe occasionnellement à des émissions politiques, commentant son action aux côtés de Zoran Đinđić et critiquant le manque de réformes du gouvernement de Vojislav Koštunica.
En avril 2013, Zoran Živković créé un nouveau parti politique, Nova stranka fait son entrée sur la scène politique serbe.